# Peia
Peia [ˈpɛːja] (Pèa [ˈpɛa] in dialetto bergamasco) è un comune italiano di 1 696 abitanti della provincia di Bergamo in Lombardia. Situato in Val Gandino, alla sinistra orografica del fiume Serio, dista circa 24 chilometri a nord-est dal capoluogo orobico ed è compreso nella Comunità montana della Valle Seriana.

## Geografia fisica

### Territorio

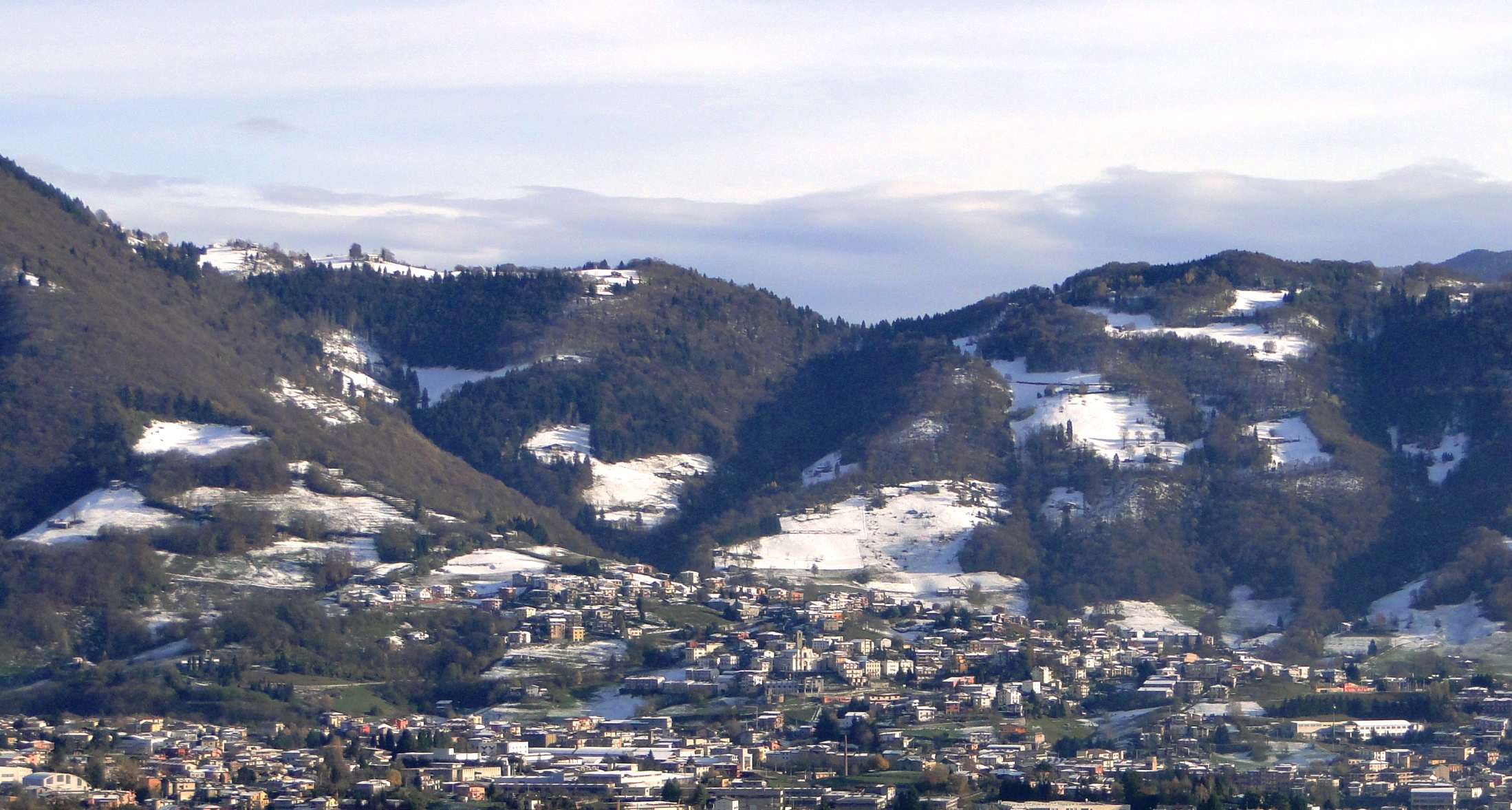
Panorama di Peia, con il monte Pizzetto a sinistra ed il Pler a destra, vista dal monte Farno

Il comune, situato nella porzione territoriale Sud Est della Val Gandino, si sviluppa dai circa 490 m s.l.m. della zona di fondovalle, fino ai 1.206 del monte Pizzetto. Può quindi essere classificato come comune di media montagna, nel quale si contraddistinguono sia profondi solchi alluvionali che terrazzamenti fluviali.
I confini amministrativi sono scanditi, a Nord-Ovest (in direzione del fondovalle della Val Gandino) dal torrente Romna, che delimita con Gandino; il limite territoriale con il capoluogo della valle prosegue quindi verso Nord-Est, risalendo le pendici della costa del monte Pizzetto, per proseguire verso Est lungo il crinale che va dal suddetto monte fino al monte Pler (1.030 m s.l.m.), spartiacque con la val Cavallina e con il comune di Ranzanico prima e di Bianzano poi, per giungere infine nei pressi del monte Crocione (998 m s.l.m.) A questo punto il confine ridiscende verso il fondovalle, chiudendo il perimetro comunale ad Ovest, seguendo nella parte più a monte l'andamento orografico della piccola valle delle Tre Fontane, condivisa con l'annesso comune di Leffe, con cui di fatto si è creata una soluzione di continuità abitativa nella zona del fondovalle solcato dalla Romna.

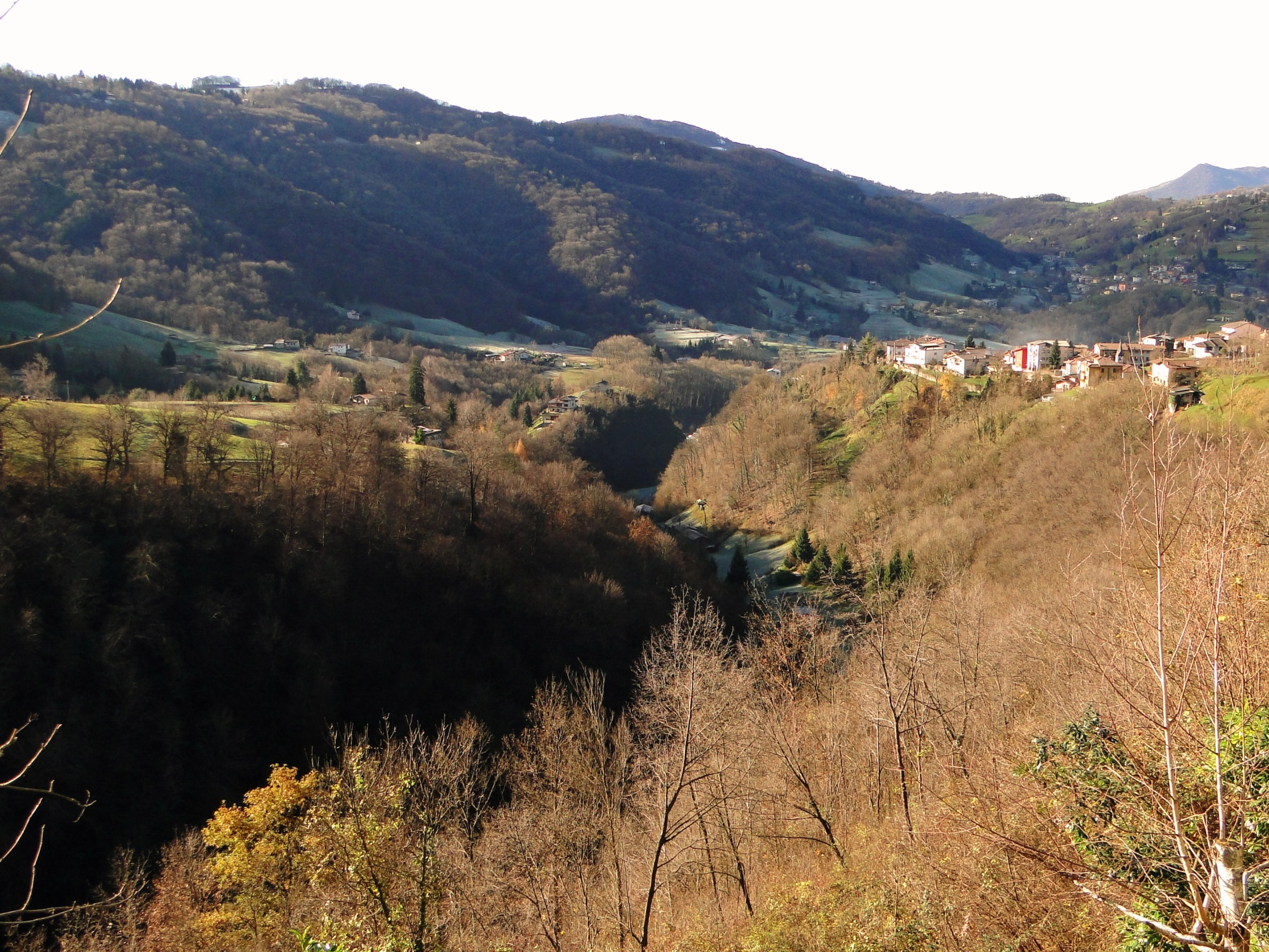
La val Vegia, percorsa dal torrente Rino, con l'abitato sulla destra

Il centro abitato, situato ad un'altezza media di circa 570 m s.l.m., si sviluppa sui declivi del monte Pizzetto ed è contraddistinto dalla presenza di ben quattordici contrade: Peia Bassa, Ca' Basi, Ca' Bertocchi, Ca' Bettera, Ca' Biadoni, Ca' Bosio, Ca' Brignoli, Ca' Fragia, Ca' Marino, Ca' Orazio, Ca' Predali, Ca' Rottigni, Ca' Zenucchi e Cima Peia. Questi nuclei, che prendono il loro nome dalle famiglie che storicamente le abitarono (in dialetto bergamasco Cà significa appunto casa), in seguito all'espansione edilizia avvenuta negli ultimi decenni del XX secolo in molti casi risultano ormai essere fusi tra loro.
Per ciò che concerne l'idrografia, il corso d'acqua con portata maggiore è la Romna, che solca gran parte della val Gandino e scorre nella parte più bassa del territorio comunale, quel fondovalle condiviso con Gandino a monte del quale un tempo si sviluppava la zona degli opifici. Altrettanto importante è il Rino, torrente che nasce tra le valli Boala e Vecchia (detta anche Vegia) e che, dopo aver ricevuto altri piccoli rivoli, tra cui quello della piccola val Suprina e quello proveniente dalla valle delle Tre Fonti (detta anche val di Trì Fonc), composti dalle acque in eccesso provenienti dai colli circostanti, entra in territorio di Leffe, gettandosi nella Romna a Sud-Ovest del territorio leffese.
Degne di nota sono anche le numerose sorgenti presenti sul territorio, tra le quali si segnalano per importanza la fonte Scarpaeta e la Pozza del lino , in località Poiana (il toponimo della sorgente deriva dall'antico uso di mettervi a macerare le fascine di quel vegetale, primo passo necessario alla lavorazione che porta a ricavare la fibra omonima).
La viabilità del paese è molto semplice e fa riferimento alla S.P. 43. Questa prende vita dal vicino comune di Leffe da cui raggiunge il centro abitato di Peia, partendo dal fondovalle, toccando gran parte delle contrade del paese e terminando nella parte alta dello stesso.

## Storia

### Dalla preistoria ai Romani

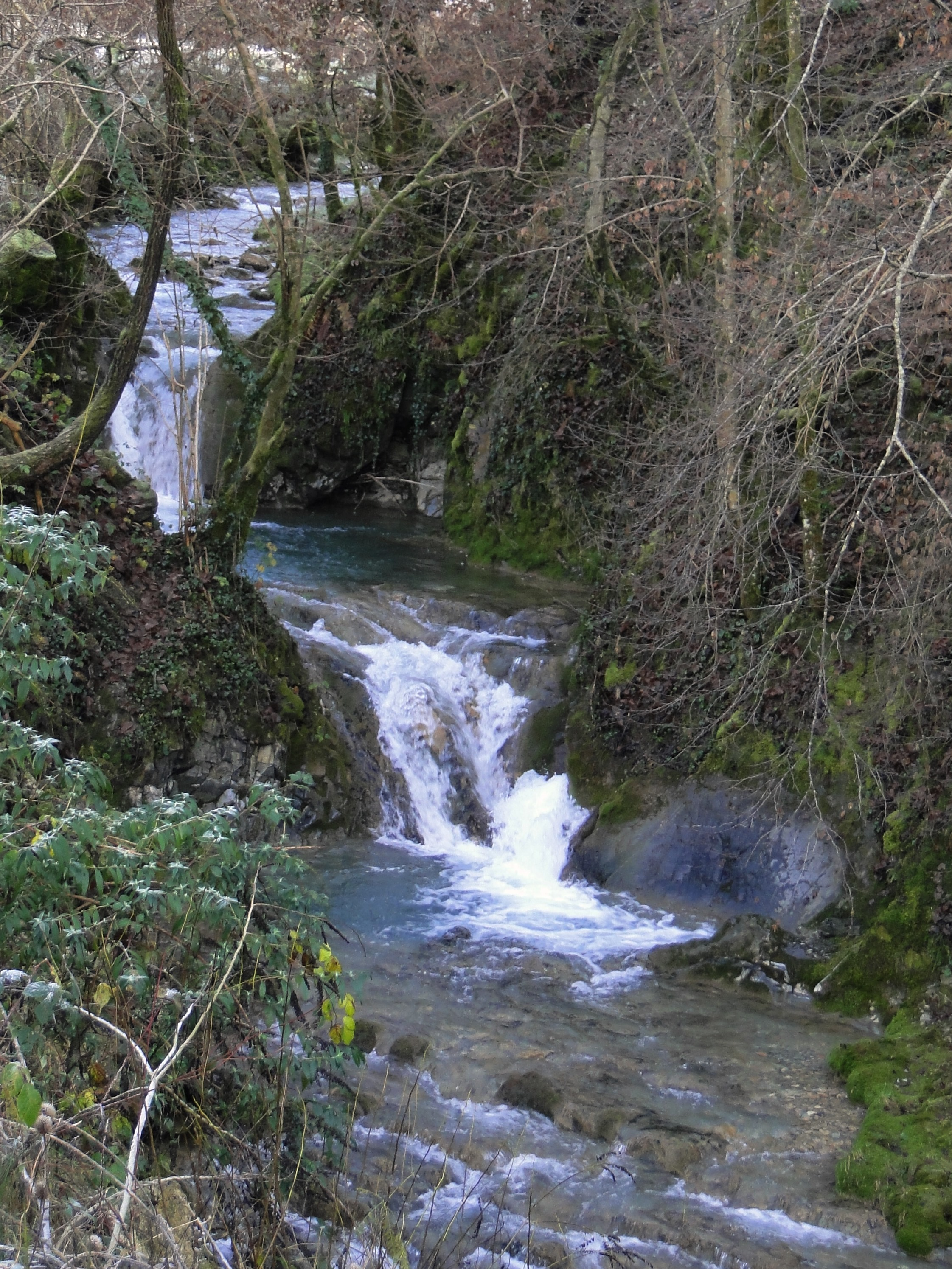
Il torrente Rino, il cui nome deriva dalla lingua gallica

Nonostante non vi siano reperti che accertino la presenza umana nel territorio comunale nelle ere pristoriche, è tuttavia probabile che queste zone furono frequentate in un periodo compreso tra il neolitico e l'antica età del bronzo, considerati i numerosi ritrovamenti effettuati nei paesi vicini, nonché la conformazione naturale del territorio stesso che garantiva riparo da incursioni e calamità.
Si trattava in ogni caso di insediamenti sporadici, tanto che il livello di antropizzazione rimase quasi nullo per parecchi secoli: i primi stanziamenti fissi risalirebbero invece al VI secolo a.C., quando in quest'area si stabilirono gli Orobi, popolazione di origine ligure dedita alla pastorizia, a cui si aggiunsero ed integrarono, a partire dal V secolo a.C., le popolazioni di ceppo celtico, tra cui i Galli Cenomani. Segni della loro presenza sono tangibili nel nome del torrente Rino, il quale deriva da Rei, che in lingua gallica significava scorrere.
Tuttavia la prima vera e propria opera di urbanizzazione fu opera dei romani, che conquistarono la zona a partire dal I secolo d.C.. Pur rimanendo estranei alle vicende della valle Gandino, i nuovi conquistatori inviarono nella zona un ingente numero di schiavi (i cosiddetti Damnati ad metallam), impiegandoli nelle miniere di ferro della vicina val del Riso. Questi, dopo un periodo pari ad undici anni di schiavitù (oppure una volta esaurita la pena), venivano liberati e potevano quindi diventare proprietari di un appezzamento di terra che avrebbero provveduto loro stessi a coltivare e difendere dalle incursioni delle popolazioni vicine.
Quei primi abitanti, che lentamente si integrarono alle popolazioni celtiche (anche se sovente erano loro stessi appartenenti a quella stirpe), venivano chiamati pileati per via del cappello che indossavano durante la cerimonia di liberazione dallo stato di schiavitù. Il borgo quindi, grazie a questo appellativo, cominciò ad essere identificato come "Pilia", ovvero paese abitato dai pileati.

### Il Medioevo

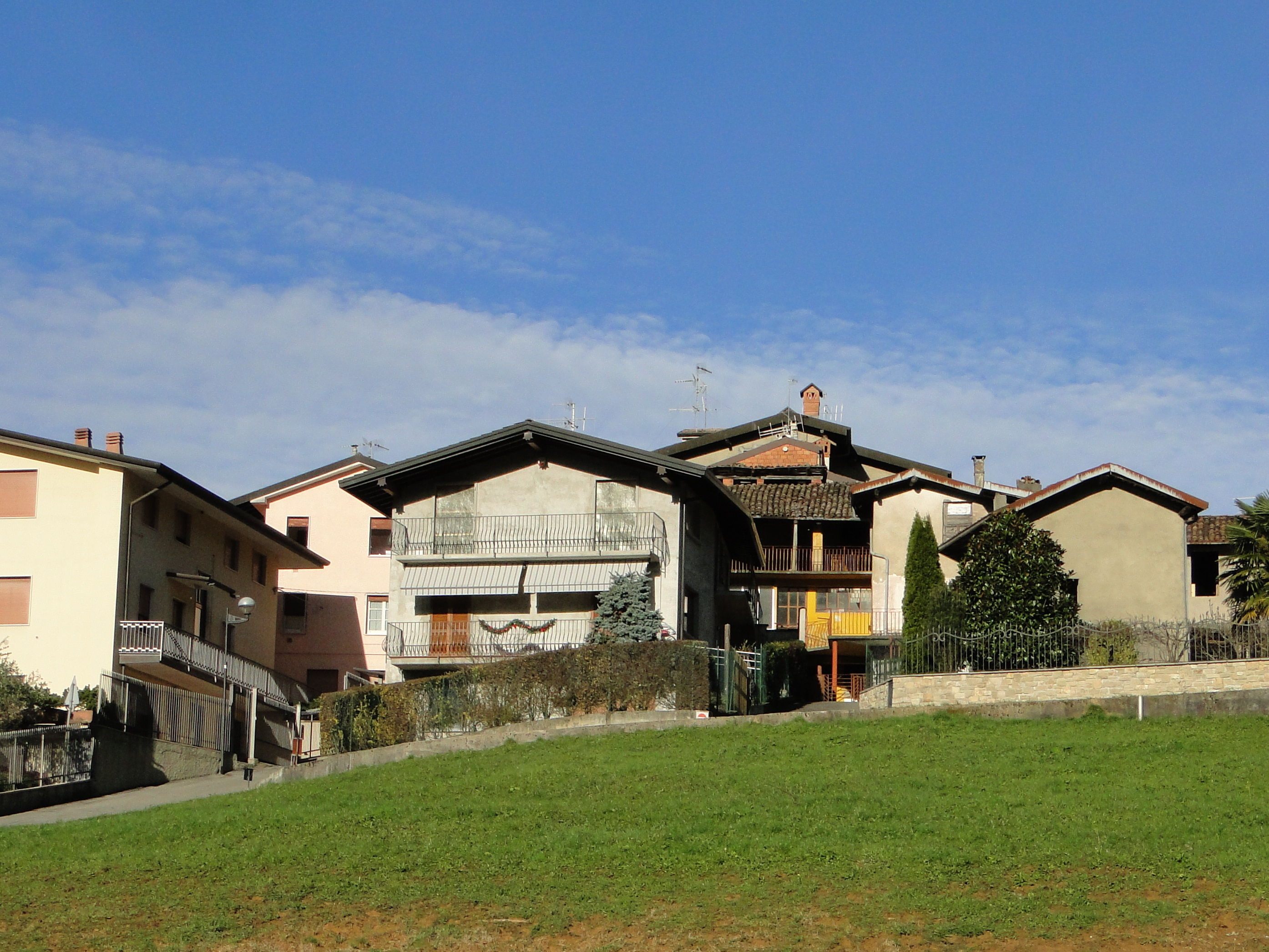
La contrada Cittadella, di origine medievale

Al termine della dominazione romana vi fu un periodo di decadenza ed abbandono del centro abitato, con la popolazione che sovente si ritrovò costretta a cercare riparo sulle alture circostanti al fine di difendersi dalle scorrerie perpetrate dalle orde barbariche. La situazione ritornò a stabilizzarsi con l'arrivo dei Longobardi, popolazione che a partire dal VI secolo si radicò notevolmente sul territorio, influenzando a lungo gli usi degli abitanti: si consideri infatti che il diritto longobardo rimase “de facto” attivo nelle consuetudini della popolazione fino alla sua abolizione, verificatasi soltanto verso il termine del XV secolo.
Con il successivo arrivo dei Franchi, avvenuto sul finire dell'VIII secolo, il territorio venne sottoposto al sistema feudale, con il paese che inizialmente venne assegnato, al pari di gran parte della valle, ai monaci di Tours per poi essere infeudato al Vescovo di Bergamo grazie a permute, donazioni ed investiture. 

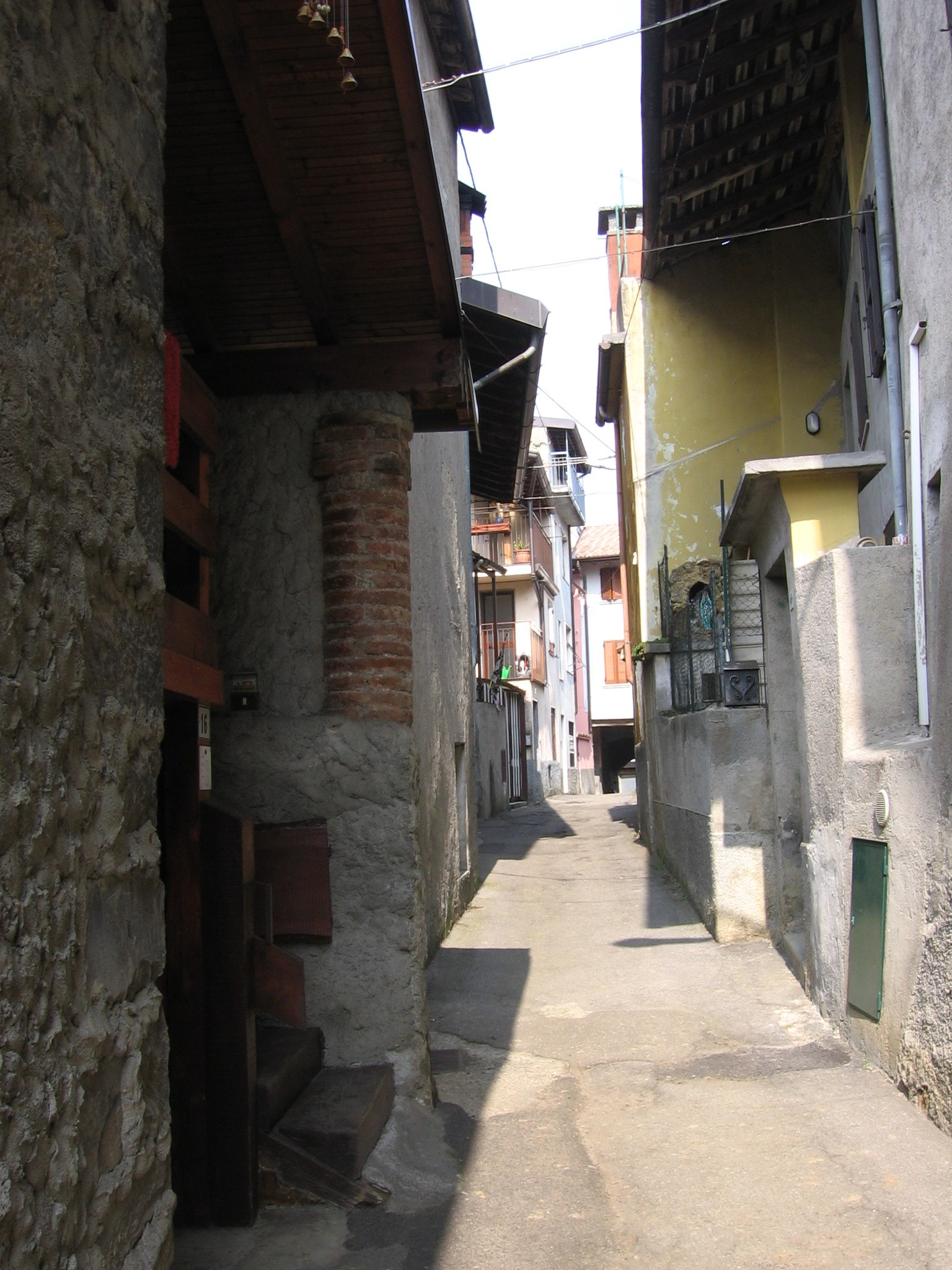
La contrada Cima Peia, posta nella parte più elevata dell'abitato

Con il passare degli anni al potere vescovile si affiancò quello di alcune famiglie della zona (Ficieni, Adelasi e Castelli), che riuscirono ad ottenere sempre più spazio, passando dal ruolo di grandi proprietari a quelli di feudatari de facto. Si trattava per lo più di casati residenti nel capoluogo di Gandino, di cui Peia continuava ad essere una frazione, così come indicato negli statuti della città di Bergamo del XIV e XV secolo.
Tuttavia tra la popolazione cresceva sempre più il desiderio di emanciparsi dal potere vescovile e feudale, al fine di poter decidere in autonomia la gestione del territorio. A tal riguardo una data fondamentale per lo sviluppo economico e sociale dell'intera zona fu senza dubbio il 6 luglio 1233, data in cui Arpinello Ficieni, dopo aver ereditato dal padre il feudo della val Gandino, decise di cedere in perpetuo tutti i suoi diritti feudali al comune di Gandino, rappresentato dall'Arengo, ovvero un'assemblea composta dalle famiglie più in vista di ognuna delle contrade che componevano il territorio comunale.
Questa indipendenza favorì ulteriormente lo sviluppo della produzione e dei commerci della lana qui prodotta. Ed ognuna delle contrade sviluppò una differente peculiarità nell'ambito della produzione dei panni lana: Peia ebbe la supremazia nell'allevamento di pecore, la cui lana era così pregiata e richiesta sul mercato che, per descriverne il tipo di tessuto qui prodotto, venne coniato il nome di lana peina (ovvero lana di Peia).
I numeri raccontano che lo sviluppo fu impetuoso: nel 1369, come indicato nei dati del comune di Gandino, nel censuario di Peia risiedevano 44 famiglie per un totale di 235 persone (numero nel quale però non venivano conteggiati gli infanti). Nel volgere di poco più di un secolo, precisamente nel 1491, la popolazione era triplicata, raggiungendo la cifra di 121 nuclei familiari e 674 residenti. Lo stesso valeva anche per i capi di bestiame (ovini e bovini sopra tutti) che in trent'anni raddoppiarono di numero.
Tuttavia a livello sociale cominciarono a verificarsi attriti tra gli abitanti, divisi tra guelfi e ghibellini. Contrariamente al resto del territorio comunale dove si raggiunsero livelli di recrudescenza inauditi, nella contrada di Peia non si verificarono episodi di rilievo, anche se alcuni abitanti del borgo parteciparono a rappresaglie e spedizioni punitive organizzate dai gandinesi contro i paesi vicini. 
Furono comunque erette alcune fortificazioni nella zona alta dell'abitato, tra le quali la cosiddetta Cittadella, della quale ancora esistono dei ruderi nell'omonima contrada, che ne testimoniano l'esistenza.
Questa elevata litigiosità tra compaesani provocò la fine dell'età comunale: nel 1331 Bergamo e tutta la sua provincia decise di consegnarsi al Duca di Lussemburgo e Boemia, un sovrano ritenuto neutrale. La sua assenza dalla vita politica locale però portò i Visconti, signori della città di Milano, a conquistare la città stessa e le relative valli. La val Gandino optò per una totale sottomissione nei confronti dei nuovi dominatori, ricavandone un trattamento di favore che garantì privilegi fiscali ed amministrativi.

### La Serenissima

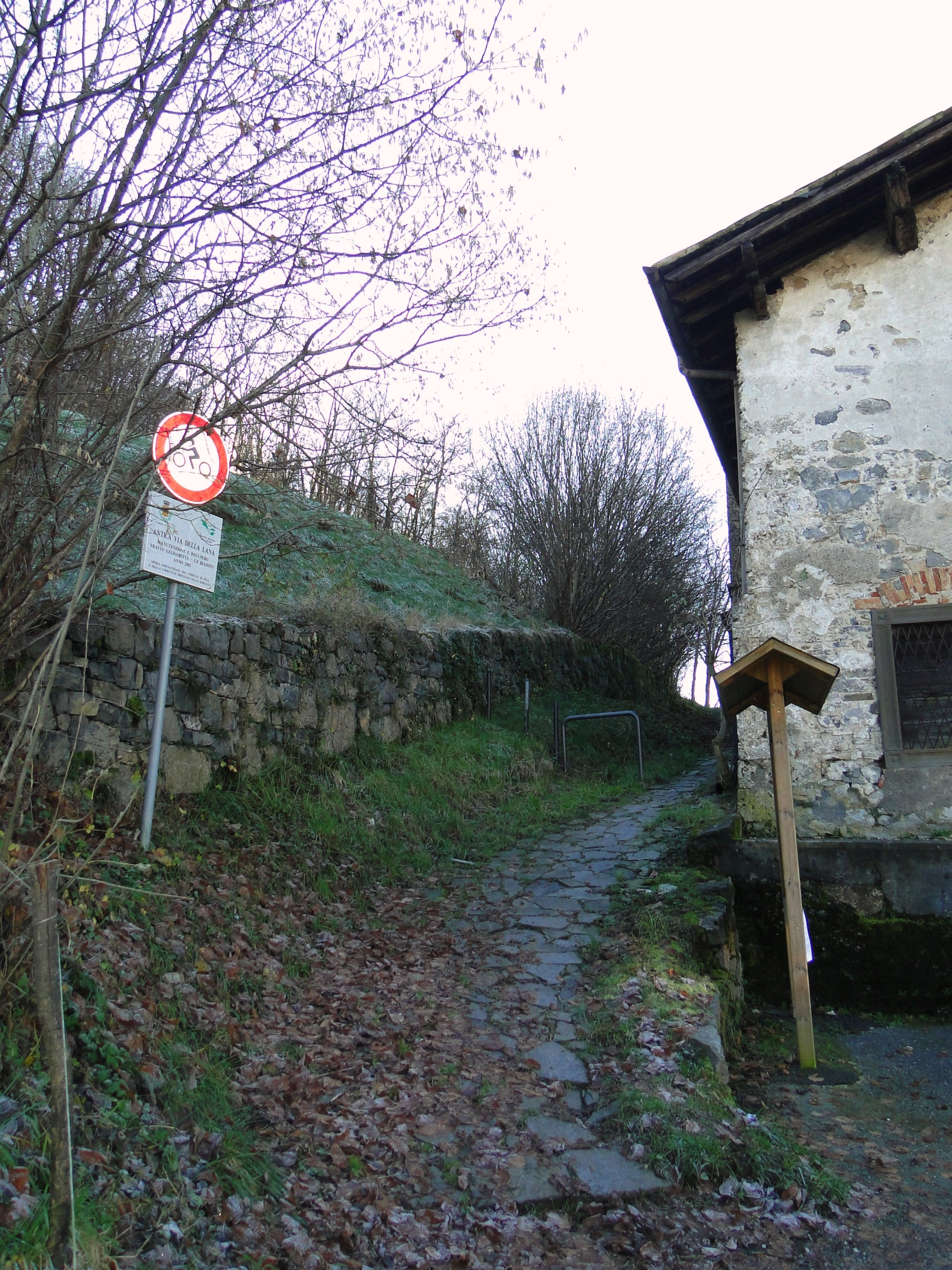
Il sentiero della lana nella sua parte più a valle

I decenni successivi videro continui cambi di dominazione, con la Repubblica di Venezia che si alternò più volte ai Visconti stessi.
La situazione si stabilizzò soltanto a partire nella seconda metà del XV secolo, quando la Serenissima ebbe definitivamente la meglio. I veneti inserirono Gandino e la sua contrada Peia nella Quadra della val Seriana di Mezzo.
All'interno delle istituzioni amministrative gandinesi, Peia forniva 16 degli 80 membri dell'arengo, nonché 2 rappresentanti sui 12 che componevano il consiglio di Credenza. Non erano invece previsti abitanti di Peia tra gli anziani che componevano il consiglio della valle, organo sovracomunale che raggruppava i paesi della val Gandino e che aveva la facoltà di far rispettare i voleri della Serenissima.
Una volta stabilizzatasi la situazione politica, la val Gandino visse il periodo più florido della sua storia, favorito anche da sgravi fiscali (concessi già in epoca viscontea), da una diminuzione della pressione fiscale e da maggiori autonomie concesse dalla Serenissima. A partire dalla seconda metà del XVI secolo fino alla fine del successivo, il mercato della lana toccò l'apice dello splendore, con numerose famiglie gandinesi (tra cui anche i Biadoni ed i Rottigni, originari di Peia) che posero le basi dei propri commerci in differenti zone della penisola italiana e dell'Europa, con il nome della lana di Peia che varcò i confini locali.
A tal proposito, per favorire le esportazioni, venne decisa la costruzione di una strada che dal centro abitato di Peia raggiungesse Ranzanico, posto in val Cavallina, da cui poi era possibile abbreviare notevolmente il percorso dei mercanti verso Nord, accedendo alla val Camonica e quindi ai mercati del Nord Europa. Questa mulattiera, edificata in luogo di un piccolo sentiero già esistente conosciuto come via delle ripe de Ranzanico, passava dalla Forcella, un piccolo valico posto tra i monti Pler e Pizzetto.

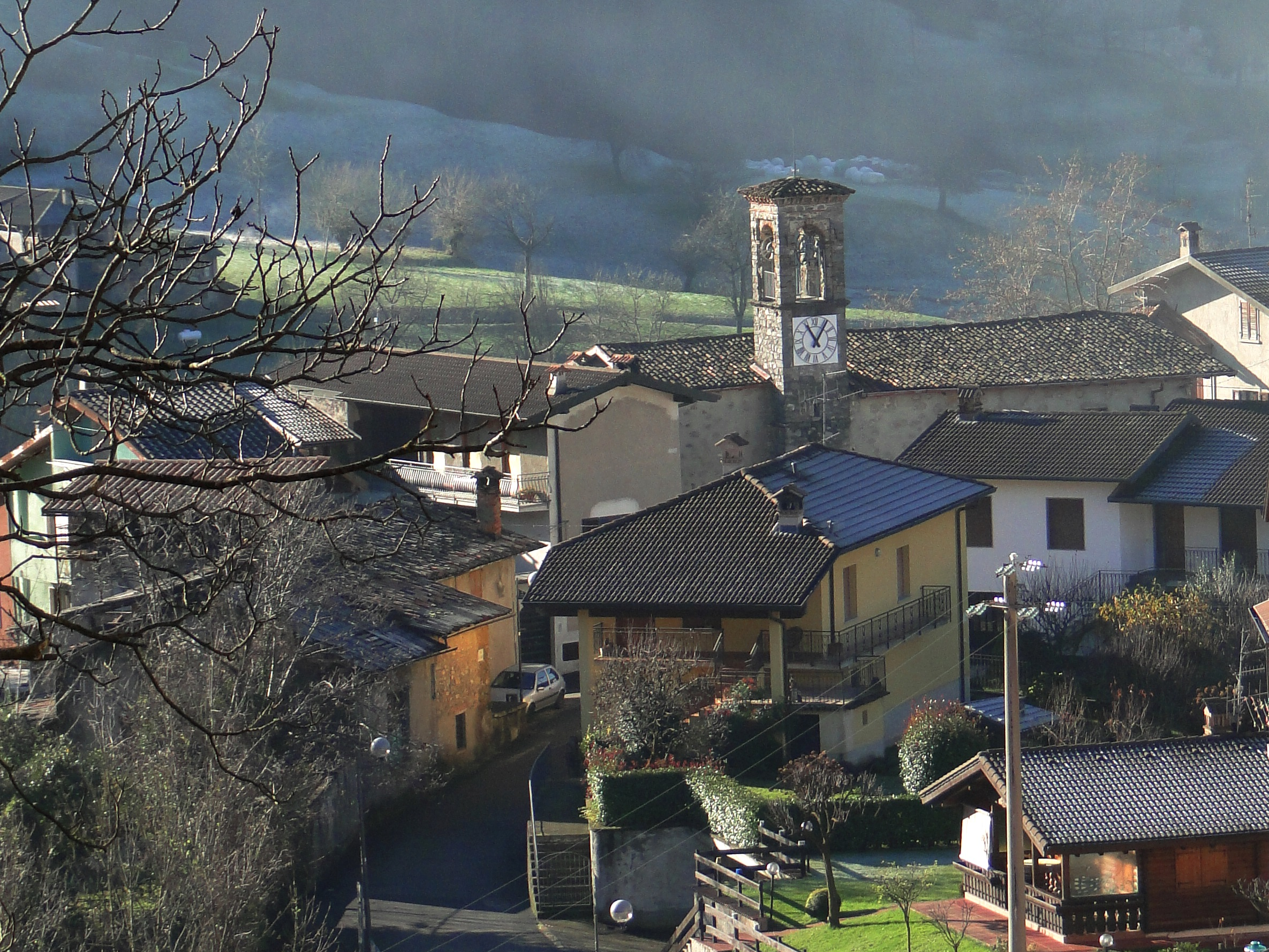
L'antica contrada Cà Bosio, con la chiesa di santa Lucia

La sua costruzione presentò però alcuni problemi, dal momento che nel 1464, pochi mesi dopo aver ottenuto le autorizzazioni richieste ai Rettori di Bergamo, i lavori vennero bloccati dall'opposizione dei comuni di Ranzanico ed Endine, per nulla intenzionati a permettere il passaggio della strada sui loro territori. Per redimere la questione intervenne anche il condottiero Bartolomeo Colleoni, al quale la mulattiera sarebbe stata utile per agevolare un eventuale spostamento delle proprie truppe, ma senza esito. La questione passò quindi ai Savi di Terraferma', organo della Serenissima, che fissò un indennizzo per i comuni “ribelli” e sancì che tutte le spese fossero a carico del comune di Gandino.
La strada, conosciuta con il nome di "mulattiera della Forcella" o "via della Lana" e con una larghezza media di due metri, venne completata al termine del 1466.
Nei decenni successivi vi furono alcuni violenti scossoni alla tranquillità degli abitanti, dati dalle epidemie di peste che ebbero effetti devastanti. La prima, nel 1467, fu provocata da alcuni soldati al ritorno da operazioni militari; la seconda, nel 1529, causò la morte di decine di persone, mentre la terza tra il 1629 ed il 1630, tristemente nota anche per essere narrata da Alessandro Manzoni, fu la più disastrosa. In quest'ultimo caso morirono ben 551 persone su 1236 (pari a circa il 44% del totale), tanto che gli abitanti cercarono di evitare la diffusione del morbo ponendo dei posti di blocco all'ingresso del paese e mettendo in quarantena i mercanti di ritorno dai traffici commerciali.
Ma contestualmente nelle contrade di Peia, che ormai aveva superato i mille abitanti, cominciò ad acutizzarsi il sentimento di autonomia nei confronti di Gandino. Fu così che nel 1531 la popolazione fece ufficiale richiesta presso la Serenissima di potersi ergere a comune. La vertenza si protrasse a lungo per via della ferma opposizione di Gandino, ma il 1º giugno 1542 venne firmato il decreto che sancì la separazione tra le due realtà. Per evitare future diatribe, fu deciso che entrambe mantenessero indivisi i diritti di pascolo nella zona che andava dal monte Farno fino al Pler.
Una ventina di anni più tardi, precisamente nel 1561, gli abitanti di Peia riuscirono a spezzare l'ultimo vincolo che ancorali li legava a Gandino, ergendosi a parrocchia autonoma, intitolata a sant'Antonio da Padova.
Già nel 1566 sono documentati i primi statuti di Peia che, approvati dai rettori della città di Bergamo, indicavano l'ordinamento amministrativo che regolava il comune: un'assemblea composta dai capifamiglia aveva la facoltà di nominare tre persone, una di ognuna delle tre principali contrade (Cà Zenucchi con Cà Bosio, Cà Bettera e Cà Rottigni), le quali avrebbero poi eletto per ogni nucleo due Credenderi, ovvero Consiglieri della Comunità.
Nella seconda metà del XVIII secolo il paese fu invece colpito dalla crisi della produzione dei panni di lana, dovuta all'importazione di prodotti esteri a prezzo più basso, che mise in ginocchio la pastorizia ed il commercio della materia prima.

### Dai Napoleone fino ai giorni nostri

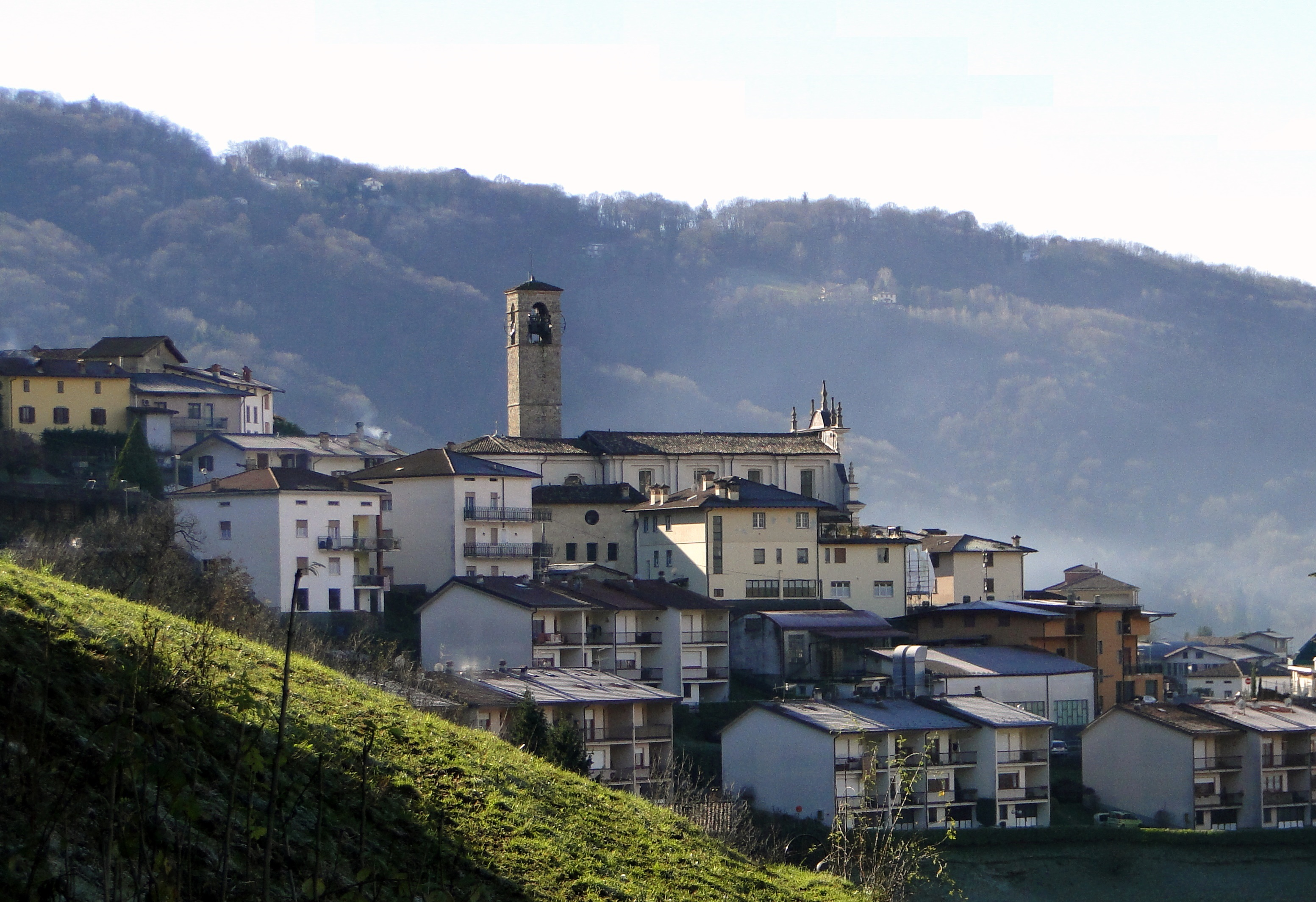
Gli edifici, di recente costruzione, attorno alla chiesa parrocchiale

Nel 1789, in seguito al trattato di Campoformio, l'intera provincia fu assoggettata alla napoleonica Repubblica Cispadana. Successivamente, nel 1809, nell'ambito di un'ampia opera di riorganizzazione delle realtà comunali volta a favorire i grossi centri a scapito di quelli più piccoli, l'istituzione francese aggregò nuovamente Peia al comune di Gandino, al pari dei vicini centri di Barzizza, Cazzano Sant'Andrea e Leffe. 
Nel 1816, in seguito al passaggio della zona all'austriaco Regno Lombardo-Veneto, il comune riacquisì la propria autonomia amministrativa.
Tuttavia la situazione economica degli abitanti andò via via peggiorando sempre più, complice la crisi che investì il commercio della lana, causato da una forte perdita di competitività data dal livello medio-basso del prodotto. Si affermò l'emigrazione, con conseguente calo della popolazione, che passò dai 1 310 abitanti del 1776 ai 1095 del 1853, numero che nei decenni successivi si stabilizzò, crescendo in modo consistente solo all'inizio del XX secolo, dato che nel 1901 vennero censiti 1410 residenti, impegnati per lo più nell'agricoltura e nell'allevamento.
Nel 1934 gli abitanti di Peia, unitamente a quelli di Leffe, avanzarono la proposta di unione tra i due comuni. Nonostante l'approvazione dei relativi podestà, la domanda non ebbe seguito.
La vocazione agricola del borgo mutò radicalmente a partire dagli '50 quando, sull'onda del boom economico che si verificò nei vicini centri di Leffe e Gandino, sorsero numerose attività industriali ed artigianali legate per lo più all'industria tessile manifatturiera. Infatti, come testimoniato dai numeri forniti dal censimento del 1981, tre persone su quattro risultavano occupate in tali attività, mentre l'agricoltura veniva relegata ad un misero 3%.
Anche la struttura del borgo ne risentì, dato che fu investita da un notevole sviluppo edilizio, che in alcuni casi portò all'unificazione delle differenti contrade fino ad allora separate, creando una soluzione di continuità abitativa anche con il vicino borgo di Leffe.

### Simboli
Lo stemma e il gonfalone sono stati concessi con decreto del presidente della Repubblica del 9 ottobre 1981.
Blasonatura stemma:
Il gonfalone è un drappo troncato di bianco e di nero.

## Monumenti e luoghi d'interesse

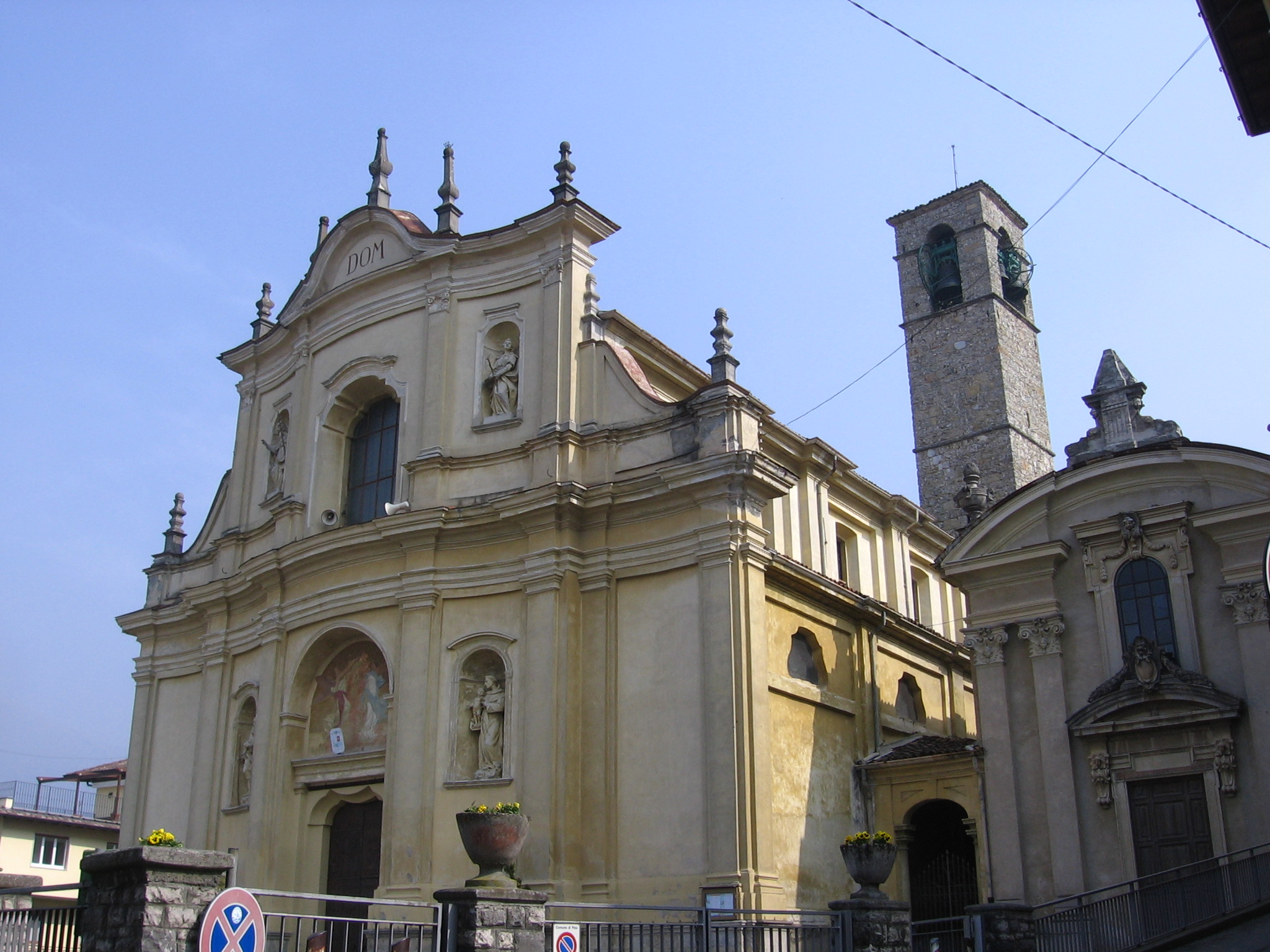
La chiesa parrocchiale di Sant'Antonio da Padova

In ambito religioso, la struttura di maggiore importanza è la chiesa parrocchiale di Sant'Antonio da Padova. La costruzione dell'edificio, inizialmente intitolato a sant'Antimo, prese il via nel 1429 e fu terminato nel corso del XV secolo. Edificato in posizione dominante sulla valle con orientamento dell'altare ad Est, venne sottoposto ad un primo ampliamento nel 1738, quando vi fu aggiunto il coro a pianta ellittica, e ad un ulteriore ingrandimento nel 1904 quando, su progetto di Virginio Muzio, furono aggiunte le navate minori.
La facciata esterna, mossa da linee settecentesche, presenta quattro nicchie entro le quali vi sono le statue, intagliate da Emilio Bettinelli nel 1906), dei santi Antonio, Giuseppe, Nicola e Lucia.
All'interno è arricchita da stucchi e dorature, da quattro medaglie raffiguranti scene della vita del santo patrono, nonché da tele e dipinti tra i quali meritano menzione la Santissima Trinità di Gian Paolo Cavagna (dipinta nel primo quarto del XVII secolo), la Crocifissione di Gian Giacomo Pandolfi (1612), la Deposizione di Francesco Zucco (1626) e l'Estasi di sant'Antonio di Ponziano Loverini. Attigua alla parrocchiale, con cui condivide il sagrato, si trova anche la piccola chiesetta Beata Vergine Immacolata.
Notevole importanza storica, nonostante lo stato di avanzato degrado, ricopre la chiesa di Santa Elisabetta, costruita tra il 1517 ed il 1520 in luogo di un precedente edificio di culto. A fianco di essa passava infatti la via della lana, utilizzata tra mercanti e viandanti: di conseguenza la struttura era dotata di stanze nelle quali venivano ospitati e rifocillati i viaggiatori. Di stile romanico, al proprio interno custodiva affreschi e dipinti di pregio, andati poi perduti o sottratti furtivamente.
Sempre in campo religioso, è presente anche la chiesa della Beata Vergine delle Grazie, sita nella contrada Cà Rottigni e risalente alla fine del XVI secolo, quando fu edificata al posto di un'edicola probabilmente durante l'epidemia nota come Peste di San Carlo.
All'interno si possono ammirare un dipinto raffigurante la Madonna con Gesù Bambino e san Giovanni, opera cinquecentesca del Callegari, ed un affresco di Pietro Servalli.
Le altre chiese sussidiarie presenti sul territorio comunale sono la secentesca chiesa di santa Lucia e sant'Appollonia (ma comunemente conosciuta solo con il nome della prima), situata nella contrada Cà Bosio e che presenta linee semplici; la chiesa di sant'Urbano nella contrada Peia Bassa, ed infine la chiesetta di san Rocco, in contrada Cima Peia ma in posizione isolata rispetto al centro abitato, edificata al termine dell'ondata di peste del 1630 e restaurata nel 1796.

### Percorsi naturalistici

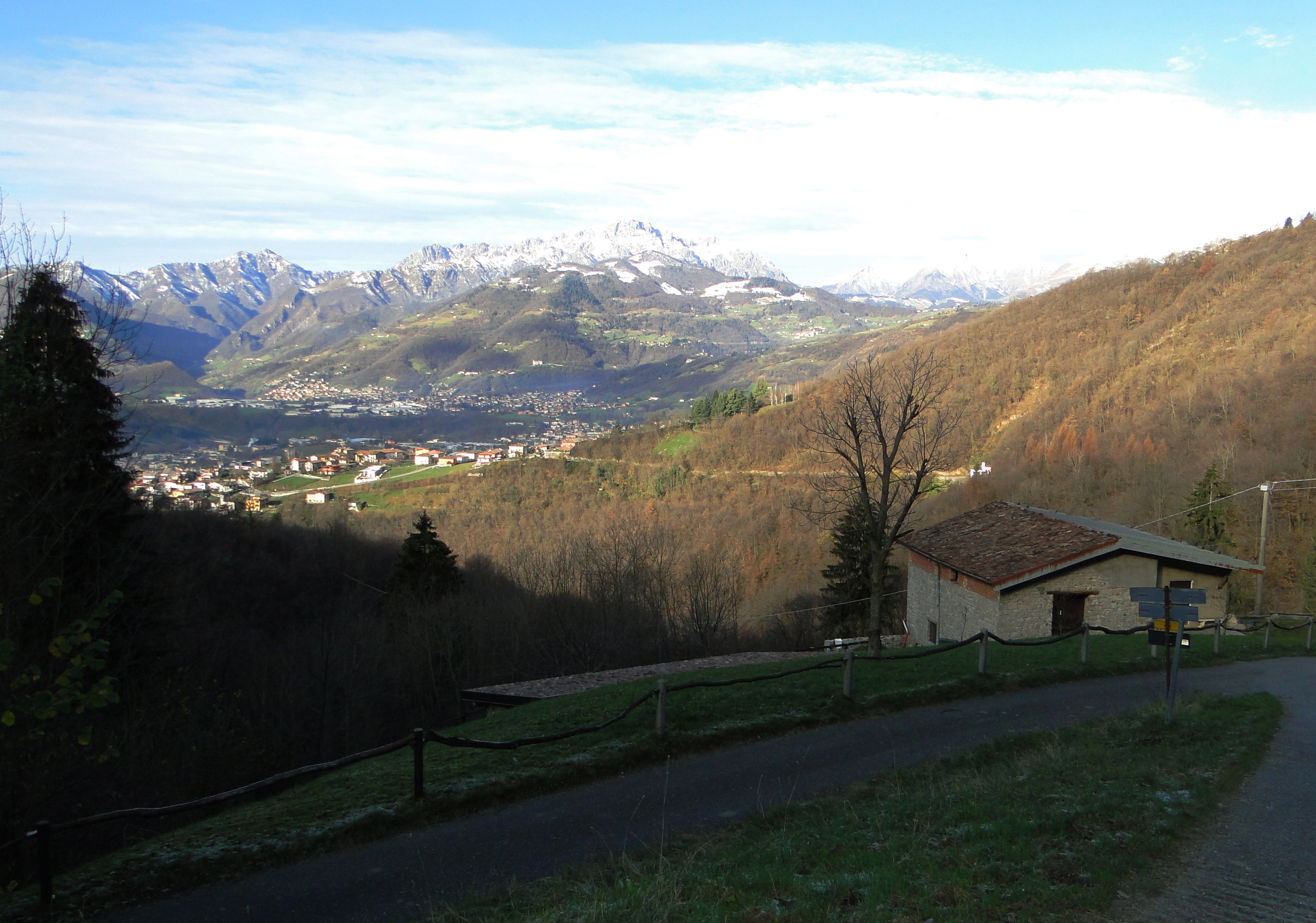
Panorama dalla val Boala, presso il bivio per le località Poiana e Barca

Sul territorio comunale sono presenti una grande quantità di itinerari, adatti ad ogni tipo di utenza, grazie ai quali è possibile stare a contatto con la natura.
Tra i principali vi è il sentiero, contrassegnato con il segnavia del C.A.I. numero 547 che prende il via dal fondovalle nella zona Nord del territorio, nei pressi della zona degli opifici di Gandino. Salendo raggiunge la contrada di Cima Peia, da cui poi diventa una comoda mulattiera che, inerpicandosi sulle pendici del monte Pizzetto, si mantiene a monte dei prati di Cap e giunge fino alla località Monticelli (1.116 m s.l.m.) dove interseca il sentiero numero 513. Quest'ultimo, che proviene dalla valle Rossa, si mantiene in quota lungo lo spartiacque con la val Cavallina, ovvero il crinale che delimita il confine comunale, salendo fino alla pozza dei Sette Termini, da cui è possibile poi raggiungere il rifugio storico Malga Lunga e la zona del monte Farno.
Di grande importanza a livello storico è inoltre l'antica via della lana, strada medievale utilizzata dai mercanti, che nell'anno 2002 è stata al centro di un intervento di manutenzione e recupero. L'opera, cofinanziata dal comune di Peia e dalla comunità montana della val Seriana, riguarda il tratto che va dalla chiesa di santa Elisabetta fino alla contrada Cà Biadoni. Nella parte più a monte, nei pressi della Forcella, si trova la pozza del Lino antica sorgente anch'essa recuperata (grazie al Fondo Europeo Agricolo), dove un tempo avvenivano gli incontri e gli scambi tra le comunità delle due vallate. Poco distante si trova la sommità del monte Pizzetto, nei pressi della quale merita una visita la statua della Madonna della Vita, nota anche come Madonna del Pizzo, con posizione dominante sulla val Gandino.

## Società

### Evoluzione demografica
Abitanti censiti

### Etnie e minoranze straniere
Gli stranieri residenti nel comune sono 42, ovvero una percentuale pari al 2.2% della popolazione, uno dei valori più bassi della zona. Di seguito sono riportati i gruppi più consistenti:
1. Marocco, 15
2. Serbia, 9
3. Romania, 4
4. Ucraina, 3
5. Senegal, 3
6. Bolivia, 3
7. Brasile, 3
8. Grecia, 1
9. Ecuador, 1

## Cultura

### Eventi
- Festa di sant'Antonio abate (17 gennaio) con benedizione di veicoli ed animali e l'offerta della cera
- Triduo dei morti (Prima domenica di quaresima)
- Festa patronale di sant'Antonio da Padova (13 giugno)
- Festa della Madonna delle Grazie (5 agosto), con processione all'imbrunire del giorno
- Festa delle contrade (periodo estivo)
- Sagra del cinghiale (mese di settembre)

## Amministrazione
| Periodo        | Periodo        | Primo cittadino  | Partito                            | Carica  | Note |
| -------------- | -------------- | ---------------- | ---------------------------------- | ------- | ---- |
| 23 aprile 1995 | 13 giugno 1999 | Giuseppe Bertasa | lista civica                       | Sindaco |      |
| 13 giugno 1999 | 13 giugno 2004 | Santo Marinoni   | lista civica                       | Sindaco |      |
| 14 giugno 2004 | 7 giugno 2009  | Santo Marinoni   | lista civica                       | Sindaco |      |
| 8 giugno 2009  | 25 maggio 2014 | Giuseppe Bosio   | lista civica Per Peia              | Sindaco |      |
| 26 maggio 2014 | in carica      | Silvia Bosio     | lista civica Cittadini attivi Peia | Sindaco |      |